# Kilinochchi
Kilinochchi (singalesiska: කිලිනොච්චි, tamil: கிளிநொச்சி), är en stad i Nordprovinsen på Sri Lanka med 127 263 invånare (2001). Den var intagen av de tamilska tigrarna under en period, men på senare tid har den sri lankesiska regeringen åter tagit kommando över staden.